# Општина Петњица
Општина Петњица је општина у Црној Гори. Формирана је 2013. године, а њено подручје је раније било део општине Беране. Седиште општине је насеље Петњица. Према попису из 2023. године имала је 4.957 становника. Површина општине Петњица је 173 км2.

## Насељена места
Општина Петњица обухвата 24 насељена места:
| - Aзане - Бор - Вршево - Годочеље - Горња Врбица - Дашча Ријека - Добродоле - Доња Врбица | - Јаворова - Јоховица - Калица - Крушчица - Лагатори - Љешница - Муровац - Орахово | - Пахуљ - Петњица - Понор - Пороче - Радманци - Савин Бор - Трпези - Туцање |

## Демографија
Према попису становништва из 2023. године у општини је живело 4.957 становника. Већинско становништво су чинили Бошњаци, којих је било 84,0%, следе Муслимани 9,3%, Црногорци са 4,7% становништва и Срби са 1,0%. У насељу Азане већинско становништво су чинили Срби.
| Национални састав према попису из 2023.‍ | Национални састав према попису из 2023.‍ | Национални састав према попису из 2023.‍ | Национални састав према попису из 2023.‍ | Национални састав према попису из 2023.‍ |
| --------------------------------------- | --------------------------------------- | --------------------------------------- | --------------------------------------- | --------------------------------------- |
|                                         |                                         |                                         |                                         |                                         |
| Бошњаци                                 | Бошњаци                                 |                                         | 4.162                                   | 83,96%                                  |
| Муслимани                               | Муслимани                               |                                         | 461                                     | 9,30%                                   |
| Црногорци                               | Црногорци                               |                                         | 235                                     | 4,74%                                   |
| Срби                                    | Срби                                    |                                         | 47                                      | 0,95%                                   |
| Остали                                  | Остали                                  |                                         | 52                                      | 1,05%                                   |
| Укупно: 4.957                           |                                         |                                         |                                         |                                         |

| Национални састав према попису из 2011.‍ | Национални састав према попису из 2011.‍ | Национални састав према попису из 2011.‍ | Национални састав према попису из 2011.‍ | Национални састав према попису из 2011.‍ |
| --------------------------------------- | --------------------------------------- | --------------------------------------- | --------------------------------------- | --------------------------------------- |
|                                         |                                         |                                         |                                         |                                         |
| Бошњаци                                 | Бошњаци                                 |                                         | 4.551                                   | 83,43%                                  |
| Муслимани                               | Муслимани                               |                                         | 690                                     | 12,65%                                  |
| Црногорци                               | Црногорци                               |                                         | 80                                      | 1,47%                                   |
| Срби                                    | Срби                                    |                                         | 65                                      | 1,19%                                   |
| Остали                                  | Остали                                  |                                         | 69                                      | 1,26%                                   |
| Укупно: 5.455                           |                                         |                                         |                                         |                                         |

| Верски састав према попису из 2023.‍ | Верски састав према попису из 2023.‍ | Верски састав према попису из 2023.‍ | Верски састав према попису из 2023.‍ | Верски састав према попису из 2023.‍ |
| ----------------------------------- | ----------------------------------- | ----------------------------------- | ----------------------------------- | ----------------------------------- |
|                                     |                                     |                                     |                                     |                                     |
| Муслимани                           | Муслимани                           |                                     | 4.881                               | 98,47%                              |
| Православци                         | Православци                         |                                     | 65                                  | 1,31%                               |
| остали                              | остали                              |                                     | 11                                  | 0,22%                               |

| Верски састав према попису из 2011.‍ | Верски састав према попису из 2011.‍ | Верски састав према попису из 2011.‍ | Верски састав према попису из 2011.‍ | Верски састав према попису из 2011.‍ |
| ----------------------------------- | ----------------------------------- | ----------------------------------- | ----------------------------------- | ----------------------------------- |
|                                     |                                     |                                     |                                     |                                     |
| Муслимани                           | Муслимани                           |                                     | 5.337                               | 97,84%                              |
| Православци                         | Православци                         |                                     | 97                                  | 1,78%                               |
| остали                              | остали                              |                                     | 21                                  | 0,38%                               |

| Језички састав према попису из 2023.‍ | Језички састав према попису из 2023.‍ | Језички састав према попису из 2023.‍ | Језички састав према попису из 2023.‍ | Језички састав према попису из 2023.‍ |
| ------------------------------------ | ------------------------------------ | ------------------------------------ | ------------------------------------ | ------------------------------------ |
|                                      |                                      |                                      |                                      |                                      |
| Бошњачки језик                       | Бошњачки језик                       |                                      | 3.200                                | 64,55%                               |
| Црногорски језик                     | Црногорски језик                     |                                      | 1.611                                | 32,50%                               |
| Српски језик                         | Српски језик                         |                                      | 63                                   | 1,27%                                |
| остали                               | остали                               |                                      | 71                                   | 1,44%                                |
| неизјашњени                          | неизјашњени                          |                                      | 12                                   | 0,24%                                |